# Mariano Lukow
Mariano Lukow (bulgarisch Мариано Луков; * 2. April 1958 in Stambolijski) ist ein bulgarischer Tischtennisspieler und -trainer. Er trat bei den Olympischen Spielen 1988 unter dem Namen Mariano Domuschiev auf.

## Werdegang
Bei den Olympischen Spielen 1988 in Seoul trat er im Einzelwettbewerb an. Nach drei Siegen und vier Niederlagen landete er auf Platz 33. Nach dem Ende seiner aktiven Laufbahn arbeitete er als Tischtennistrainer in Bulgarien, Österreich und in den Vereinigten Arabischen Emiraten. 2002 wurde er Spielertrainer und Leiter des Internationalen Trainingszentrums in Saint-Etienne.

## Spielergebnisse
- Olympische Spiele 1988 Einzel[3]
  - Sieg gegen Sherif El-Saket (Ägypten), Piotr Molenda (Polen), Jorge Gambra (Chile)
  - Niederlage gegen Kamlesh Mehta (Indien), Kim Ki-taik (Südkorea), Jörgen Persson (Schweden), Kiyoshi Saitō (Japan)